# Aroldo Spadoni
Aroldo Spadoni (* 20. Oktober 1943 in Corinaldo) ist ein ehemaliger italienischer Radrennfahrer.

## Sportliche Laufbahn
Spadoni war Bahnradsportler und war auch im Straßenradsport aktiv. Sein bedeutendster sportlicher Erfolg war der Gewinn der Silbermedaille in der Mannschaftsverfolgung bei den Bahnradsport-Weltmeisterschaften 1965 gemeinsam mit Cipriano Chemello, Cencio Mantovani und Luigi Roncaglia.
Auf der Straße gewann er 1968 den Giro del Casentino. 1969 wurde er Berufsfahrer im Radsportteam Gris 2000 und blieb bis 1972 als Radprofi aktiv.